# ホッチキス自転車鉄道

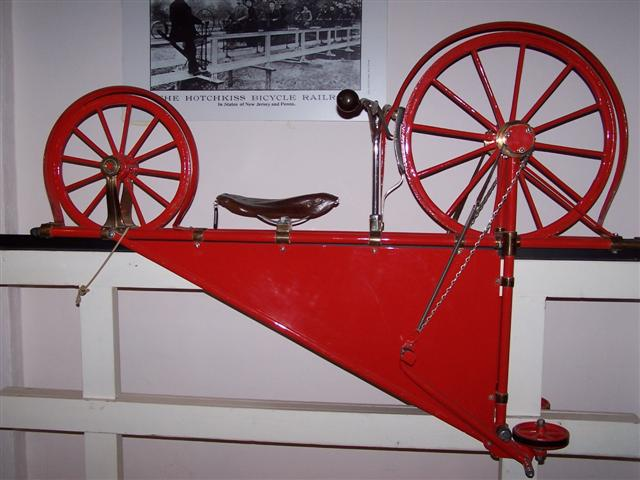
マウント・ホーリー・アンド・スミスビル自転車鉄道（1892-1898年）

ホッチキス自転車鉄道（ホッチキスじてんしゃてつどう、英: Hotchkiss Bicycle Railroad）は、自転車と組み合わせて乗ることを意図して造られたモノレールである。
当モノレールは、アーサー・ホッチキス (Arthur Hotchkiss) によって考案されている。
最初の例として、1892年にアメリカ合衆国ニュージャージー州バーリントン郡のスミスビルおよびマウント・ホーリー間に造られている。
このモノレール路線は、1897年に閉鎖された。
その他の例としては、1895年から1909年までイギリスノーフォーク州のグレート・ヤーマスに、そして1896年から同国ランカシャー州のブラックプールに造られている。

## スミスビル - マウント・ホーリー
アーサー・ホッチキスは、1892年に自転車鉄道の特許を取得し、自転車鉄道を製造するためにH・B・スミス・マシーン社 (H. B. Smith Machine Company) と契約した。
最初のモノレール軌道は、ランコーカス・クリークを10回横断し、ほぼ直線で、スミスビルから1.8マイルを走行して、マウント・ホーリーのパイン・ストリートに到着していた。
この鉄道は、1892年9月開催のマウント・ホーリー・フェアに間に合うように完成しており、またこの鉄道の目的は、マウント・ホーリーからスミスビルの工場へと従業員を素早く通勤させることであった。
毎月の通勤定期券代には、2.00ドルが掛かっていた。
鉄道の速度記録は4.5分であり、平均移動時間には6-7分を要していた。
この鉄道は、1893年の世界コロンビア博覧会にて展示されていた。
鉄道には1本の軌道があるだけで、他の乗り物を追い越すことができず、反対方向に移動している乗り物と出くわした場合には、一方が側線上へ待避する必要があった。
この鉄道は、1897年までに利用者数が減少しており、また荒廃していった。